# Kaweka (slak)
Kaweka is een geslacht van uitgestorven weekdieren uit de klasse van de Gastropoda (slakken).

## Soorten
- Kaweka bartrumi Laws, 1936 †
- Kaweka exilis Marwick, 1931 †
- Kaweka fulta Marwick, 1931 †